# Bíró Attila (vízilabdázó)
Bíró Attila (Eger, 1966. május 9. –) magyar vízilabdázó, edző. 2015-től 2023-ig a magyar női vízilabda-válogatott szövetségi kapitánya.

## Pályafutása
Játékos-pályafutását Egerben kezdte. Utánpótlás játékosként ifjúsági Európa-bajnokságot nyert. 1984-ben negyedik volt a junior Eb-n. 1987-től a Ferencváros játékosa lett, ahol két bajnoki címet szerzett. Légiósként szerepelt Olasz-, Török- és Görögországban.
Edzőként 2003-tól a Ferencvárosnál Csapó Gábor segítője volt, majd 2004-től a vezetőedző lett. Ezt követően az OSC edzéseit irányította. Emellett 2009-től 2010-ig a magyar férfi vízilabda-válogatott másodedzője volt. 2012-ben az új-zélandi női vízilabda-válogatott kapitányának nevezték ki. 2015-től a magyar női vízilabda-válogatott trénere lett. 2016-ban a magyar válogatottal Európa-bajnoki címet nyert Belgrádban és kijuttatta a csapatot a riói olimpiára. 2016 februárjában az olimpiai selejtezőig szóló szerződését meghosszabbították a 2017-es budapesti világbajnokságig. A riói olimpián negyedik, a 2017-es világbajnokságon ötödik lett a válogatott. 2017 szeptemberében meghosszabbították a szerződését 2020 végéig. A 2018-es Eb-n és a 2019-es vb-n az irányításával negyedik lett a válogatott, majd 3030-as Eb-n és a 2021-re halasztott tokiói olimpián bronzérmet szerzett. 2021 októberében három évvel meghosszabbították a megbizatását. A 2022-es vizes világbajnokságon a válogatott bejutott a torna döntőjébe, ahol ezüstérmes lett. A 2022-es Eb-n ötödik, a 2023-as vb-n hatodik lett a válogatottal. 2023 augusztusában a Magyar Vízilabda-szövetség felbontotta a szerződését. 2024 szeptemberétől a másodosztályú GYVSE-Uni Győr női szakágvezetője lett.
Három gyermeke van: Bíró Zsombor Aurél, Bíró Márton és Bíró Mátyás.

## Eredményei
Játékosként
Ifjúsági Európa-bajnokság
- aranyérmes: 1983

junior Európa-bajnokság
- 4. hely: 1984

Magyar bajnokság
- aranyérmes: 1988, 1990
- bronzérmes:1989, 1995

Magyar kupa
- győztes: 1989, 1990

A magyar női válogatott szövetségi kapitányaként
- 2016, Európa-bajnokság, Belgrád: aranyérem
- 2016, Világliga: nem jutott be a Szuperdöntőbe
- 2016, olimpia, Rio: 4. hely
- 2017, Világliga, Sanghaj: 4. hely
- 2017, világbajnokság, Budapest: 5. hely
- 2018, Világliga: nem jutott be a Szuperdöntőbe
- 2018, Európa-bajnokság, Barcelona: 4. hely
- 2019, Világliga, Budapest: 6. hely
- 2019, világbajnokság, Kvangdzsu: 4. hely
- 2020, Európa-bajnokság, Budapest: bronzérem
- 2021, Világliga, Athén: ezüstérem
- 2021, olimpia, Tokió: bronzérem
- 2022, világbajnokság, Budapest: ezüstérem
- 2022, Európa-bajnokság, Split: 5. hely
- 2022, Világliga, Tenerife: ezüstérem
- 2023, Világkupa, Los Angeles: 4. hely
- 2023, világbajnokság, Fukuoka: 6. hely

## Díjai, elismerései
- Az év szövetségi kapitánya (Magyar Edzők Társasága) (2016)[11]
- Magyar Bronz Érdemkereszt (2021)[12]
- Mesteredző (2022)[13]